# Ласпейрес, Этьен
Эрнст Луи Этьен Ласпейрес (нем. Ernst Louis Étienne Laspeyres; 1834, Галле — 1913, Гисен) — немецкий экономист и статистик, юрист.

## Биография
Этьен Ласпейрес родился 28 ноября 1834 года в Галле. Происходил из семьи гугенотов, которая переселилась из Франции в XVII веке. Его отец, Эрнст Теодор Адольф Ласпейрес был профессором юриспруденции, брат Гуго — геологом, другой брат Павел — архитектором.
Начальное и гимназическое образование получил в Галле, Эрлангене и Любеке. В период с 1853 по 1859 годов слушал лекции по юридическим и камеральным наукам в университетах Тюбингена, Берлина, Гёттингена, Галле и Гейдельберга. В 1857 году в Галле получил степень доктора юридических наук, в 1860 году в Гейдельберге (под руководством Вильгельма Рошера) — степень доктора философии.
В 1860—1864 годах был приват-доцентом в Гейдельбергском университете. С 1864 года преподавал в университете Базеля (ординарный профессор политической экономии), с 1866 года — в Рижском политехническом училище. С 1869 по 1873 году в Дерптском университете возглавлял кафедру географии, этнографии и статистики.
В 1873 году был назначен в университет Карлсруэ, но уже в следующем году перешёл в университет Гисена, где преподавал до 1890 года, с 1882 года занимая пост ректора. С 1 апреля 1900 года — в отставке.
Скончался 4 августа 1913 года. Похоронен на кладбище Альте Фридхоф в Гисене.

## Вклад в науку
В 1871 году Ласпейрес вывел формулу расчёта цен, которая подразумевала использование средней арифметической взвешенной для определения динамики цен. Эта формула впоследствии получила название индекс Ласпейреса.